# Redigobius balteatus
Redigobius balteatus är en fiskart som först beskrevs av Herre, 1935.  Redigobius balteatus ingår i släktet Redigobius och familjen smörbultsfiskar. IUCN kategoriserar arten globalt som livskraftig. Inga underarter finns listade i Catalogue of Life.